# Municipio de San Antonio de las Vegas
Municipio de San Antonio de las Vegas är en kommun i Kuba.   Den ligger i provinsen Provincia Mayabeque, i den västra delen av landet, 30 km söder om huvudstaden Havanna.